# Una niña busca a su padre
Una niña busca a su padre (ru:Девочка ищет отца / Devochka ishchet otsa) es un drama producido en la Unión Soviética en 1959 por Yuri Bulychyov y protagonizado por Anna Kamenkova, Vladimir Guskov, Nikolai Barmin. El guion de Konstantin Gubarevich y Yevgeni (Egeny) Ryss adapta el libro homónimo. Productora Belarusfilm.

## Reparto
- Anna Kamenkova	como Lena
- Vladimir Guskov
- Nikolai Barmin
- Vladimir Dorofeyev
- Anna Yegorova
- Evgeniy Grigorev
- Nina Grebeshkova
- Konstantin Bartashevich
- Viktor Uralskiy
- Evgeniy Polosin
- Ivan Shatillo como el comisario

## Premioss
- 3°Festival Internacional de Cine de Mar del Plata , 1960. Mejor Interpretación infantil (Anna Kamenkova).
- The 25th Annual Bengal Film Journalists' Association,  las 10 mejores películas extranjeras en 1962. Título en inglés: Girl Seeks Father.